# José de Ribera
José de Ribera (Xàtiva, 12 de Janeiro de 1591 – Nápoles, 1652)foi um pintor tenebrista espanhol do século XVII, também conhecido como Giusepe de Ribera ou com o nome italianizado de: Giuseppe Ribera. Foi apelidado pelos seus contemporâneos como Lo Spagnoletto, «el espanholito», por ser de baixa estatura e porque reivindicava as suas origens assinando como «Jusepe de Ribera, espanhol» o «setabense» (de Játiva). Ribera é um pintor destacado da Escola Espanhola, embora a sua obra se tenha integralmente realizado em Itália não se conhecendo de facto exemplos seguros dos seus inícios em Espanha.

## Biografia
Crê-se que José de Ribera iniciou a sua aprendizagem com Francisco Ribalta, que tinha uma oficina muito frequentada. Não se conhecendo obras deste período da sua vida, é difícil de comprovar esse facto.
Ribera decidiu partir para Itália e seguir as pisadas de Caravaggio. Assim iniciou a sua viagem, pelos seus 17 anos, primeiro em direcção ao Norte, a Cremona, Milão e a Parma, para logo depois se dirigir a Roma, onde o artista tomou conhecimento tanto com a pintura classicista de Reni e de Ludovico Carracci como com o áspero tenebrismo que estava a ser praticado pelos caravagistas holandeses residentes naquela cidade.

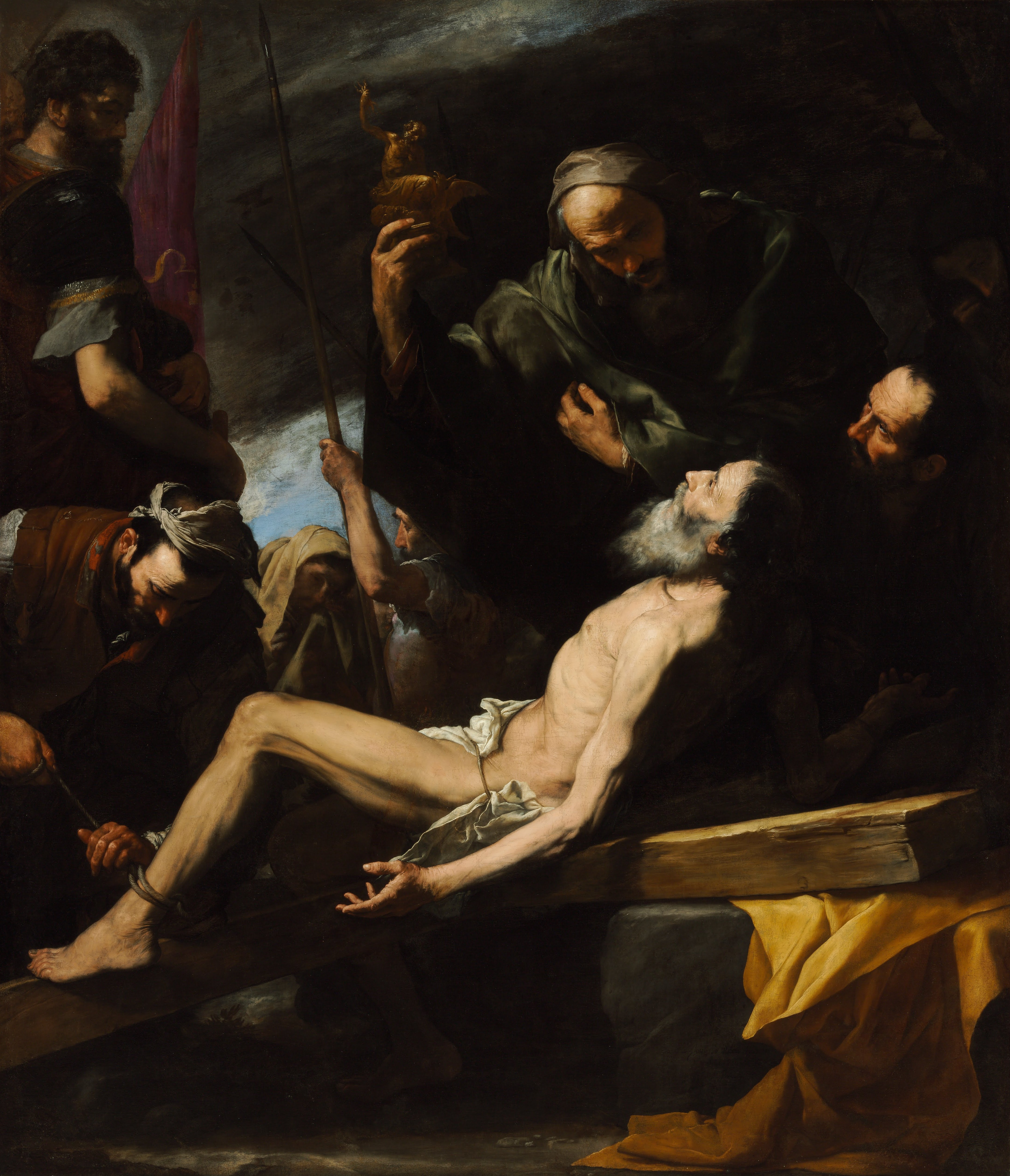
O Martírio de Santo André, 1628, óleo sobre tela (Museu de Budapeste)

Finalmente, Ribera decidiu instalar-se em Nápoles, seguindo a intuição de que era ali que mais facilmente poderia encontrar encomendas para trabalhos seus. No Verão de 1616 foi naquela famosa metrópole situada à beira do Vesúvio que desembarcou o artista. De pronto se instalou em casa do velho pintor Giovanni Bernardino Azzolini, artista que não era então muito conhecido, a quem é atribuída uma obra existente na Igreja de Sant'Antonio al Seggio em Aversa: A coroação da Virgem entre Santo André e São Pedro. Apenas três meses depois Ribera contraiu matrimonio com a filha de Azzolini, que tinha a idade de dezasseis anos.
Tinha terminado a sua viagem e dava então início à sua rápida ascensão artística. Em poucos anos, José de Ribera, que foi chamado lo Spagnoletto, adquiriu fama em toda a Europa graças, sobretudo, aos seus trabalhos de gravura; sabendo-se que até mesmo Rembrandt os coleccionava.
A prática do dramatismo de Caravaggio foi o seu ponto forte. Deu início a uma intensa produção que o manteve distanciado da sua Espanha, aonde nunca regressou, embora se sentisse unido ao seu país de origem dado que Nápoles foi um vice-reino do Império Espanhol e ponto de encontro entre duas culturas de vocação figurativa, a ibérica e a italiana. Conta-se que quando perguntaram a Ribera qual era a razão porque não regressava ao seu país, teria respondido que: “Sinto-me admirado e bem pago em Nápoles, pelo que sigo o tão conhecido adágio de que quem está bem, não muda». E explicou : «O meu grande desejo é regressar, mas houve homens de sabedoria que me disseram que em Espanha se perde o respeito pelos artistas que lá se encontram presentes, por ser pátria amantíssima de forasteiros e madrasta cruel para seus filhos».
O apoio dos vice-reis e de outras autoridades de origem espanhola explicam o facto de que as suas obras tenham chegado em abundância à Península Ibérica; actualmente o Museu do Prado possui mais de quarenta quadros seus. Já em vida era famoso na sua terra natal e a prova disso é que Velázquez o visitou em Nápoles em 1630.
A fusão de influências italianas e espanholas deu lugar a obras como o "Sileno ébrio" (1626, hoje presente em Capodimonte) e "O martírio de Santo André" (1628, no Museu de Belas Artes de Budapeste). Começaram então as rivalidades entre Ribera e outro grande protagonista do século XVII, o napolitano, Massimo Stanzione.
Nos séculos seguintes a apreciação da arte de Ribera viu-se condicionada por uma “lenda negra” que o apresentava como um pintor fúnebre e desagradável, que pintava obsessivamente temas de martírio com um verismo truculento. Um escritor afirmou que «Ribera embebia o pincel em sangue dos santos». Tal equívoco impôs-se nos séculos XVIII e XIX, em parte de acordo com autores que não conheciam toda a sua produção. Na realidade, Ribera evoluiu de um tenebrismo inicial em direcção a um estilo mais luminoso e eclético, com influências do renascimento veneziano e da escultura antiga, e soube captar com igual acerto o belo e o terrível. A sua gama de cores aclarou-se na década de 1630 por influência de Van Dyck e de outros pintores, e apesar dos sérios problemas de saúde de que padeceu na década seguinte, continuou a produzir obras importantes até falecer.
José de Ribera está sepultado na igreja de Santa Maria del Parto, no bairro de Mergellina, em Nápoles.

## Fases da sua obra

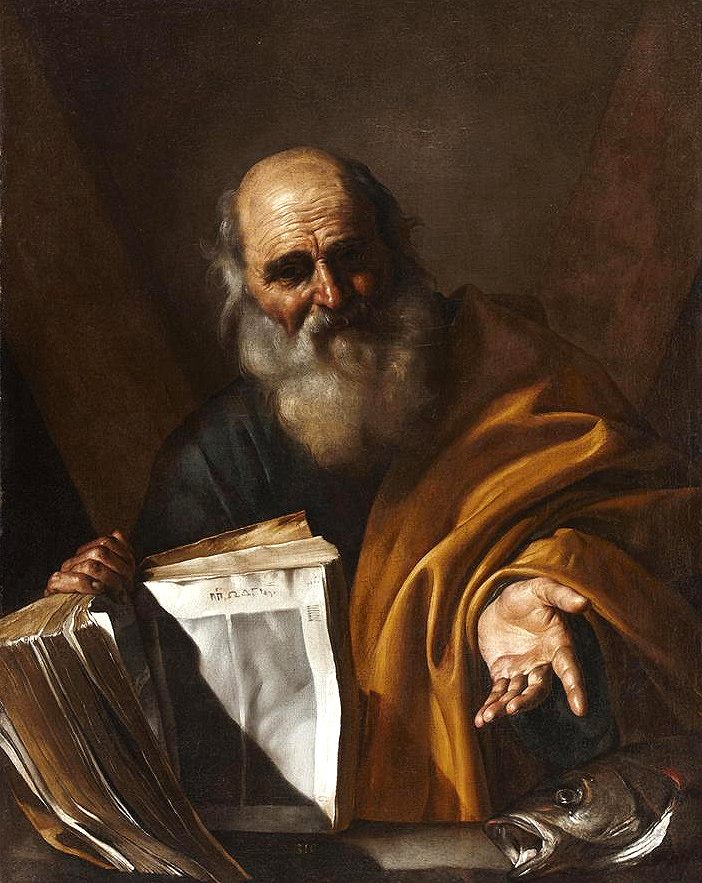
Santo André, cerca de 1616.

### Primeiras obras
Os primeiros anos de Ribera permanecem mergulhados na bruma de muitas dúvidas, devido à falta de documentação a seu respeito e pela aparente desaparição de todas as obras que produziu durante esse período. Contudo, recentemente, vários especialistas conseguiram identificar como suas várias pinturas não assinadas, que ajudam a reconstruir a sua evolução na linha do tenebrismo de Caravaggio.
Entre as primeiras obras que se conhecem de Ribera, destaca-se uma série dedicada ao tema dos cinco sentidos, que não se encontra completa (dois dos quadros encontram-se no Museu Franz Mayer no México, D. F. e no Museu Norton Simon em Pasadena). Outra grande pintura, "A ressurreição de Lázaro",foi recentemente adquirida pelo Museu do Prado, que indica ser anterior à série atrás citada. Perdeu-se um quadro de "São Martinho repartindo a sua capa com um pobre", que pintou em Parma do qual subsiste uma cópia.

### Década de 1620

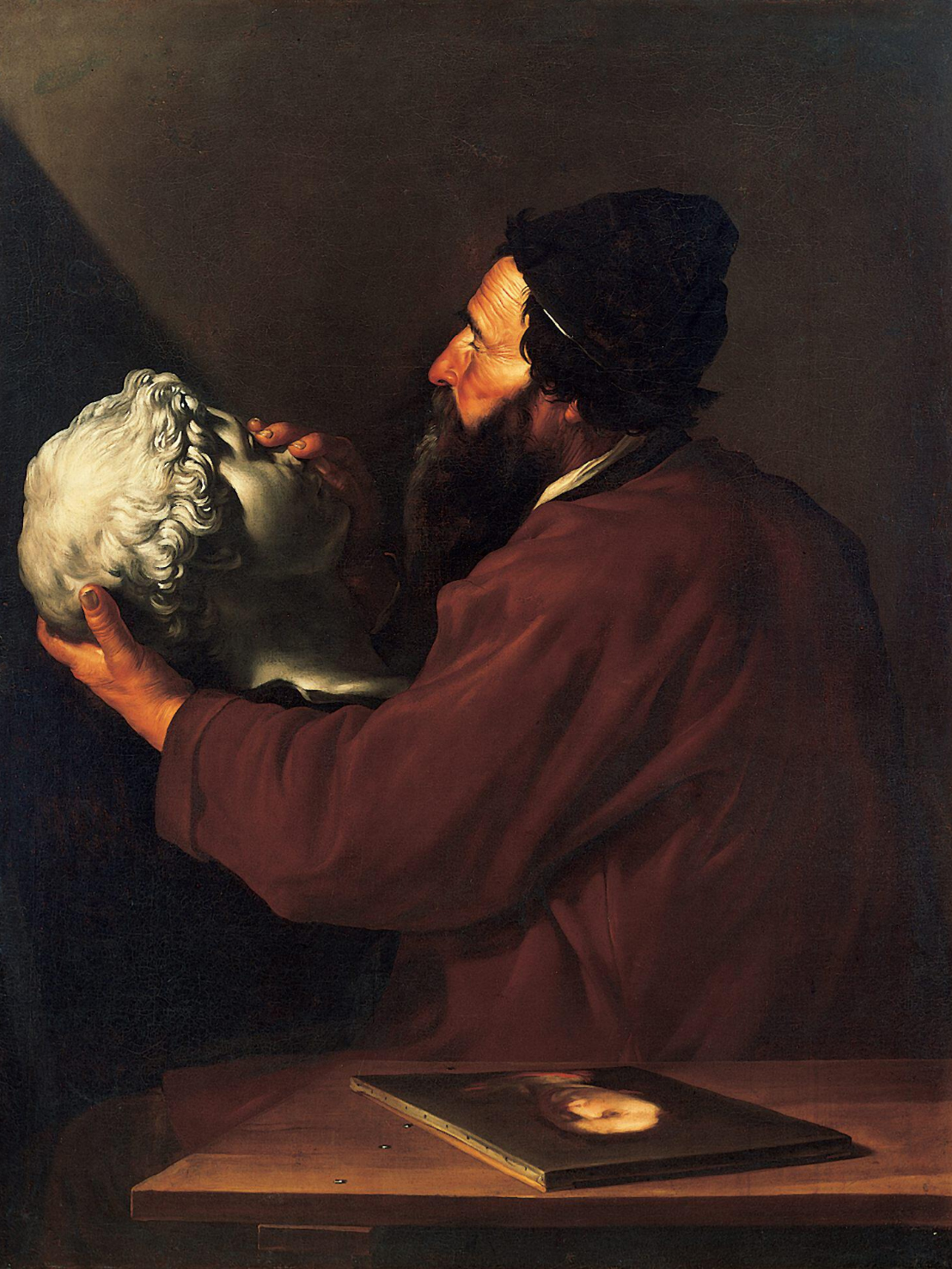
Tacto, quadro da série dos sentidos (Museu Norton Simon, Pasadena (Estados Unidos).

Entre 1620 e 1626 apenas foram datadas obras pictóricas, mas é um período a que corresponde a maioria dos seus trabalhos de gravura, técnica a que se dedicou com maestria.
Nesta época é já patente o seu gosto por motivos da vida quotidiana, de presença rude, que são afirmados com pinceladas de cor negra, no traçado de silhuetas ao gosto do que faziam os caravagistas do Norte, os quais exercem larga influência no artista desde os contactos com eles estabelecidos em Roma. A partir de 1626, existe um número abundante de obras datadas que dão prova da sua destreza. A sua pasta pictórica torna-se mais densa, modelada a pincel e acentuada por efeitos de luz numa busca quase obsessiva da verdade material, na realidade palpável do seu relevo. Os anos da década de 1620 a 1630 são aqueles em que, sem dúvida, Ribera dedicou mais tempo e atenção à arte da gravura, deixando alguns trabalhos de beleza e de qualidade excepcionais: "São Jerónimo lendo" (1624), "O poeta" e "Sileno ébrio" (que reproduz o seu quadro do Museo de Capodimonte em Nápoles). São-lhe atribuídas, no total, 18 pranchas, todas menos uma anteriores a 1630 e conta-se que as gravou apenas com a finalidade de promover e difundir o seu trabalho de pintor e desse modo obter mais encomendas. Tendo alcançado a notoriedade como pintor, Ribera deixou de gravar. Salvo algumas excepções os seus trabalhos de gravura reproduzem composições pintadas previamente.
Entre os anos de 1626 e 1632 realizou as suas obras mais notáveis que evidenciam a sua fase mais tenebrista. São composições severas de extensas diagonais luminosas que atravessam toda a superfície acentuando sempre a solene monumentalidade do conjunto com elementos de poderosa horizontalidade, como grossas lápides de pedra ou enormes troncos. Em 1629 o Duque de Alcalá foi empossado como novo vice-rei e tornar-se-á o novo mecenas do pintor. É ele que lhe faz a encomenda de obras como "A mulher barbuda" (1631) ou uma série de Filósofos, nos quais deixou testemunho do seu naturalismo mais radical, a partir de modelos duma vulgaridade quase mordaz, revelados com a alucinação de uma verdade intensíssima.

### Década de 1630

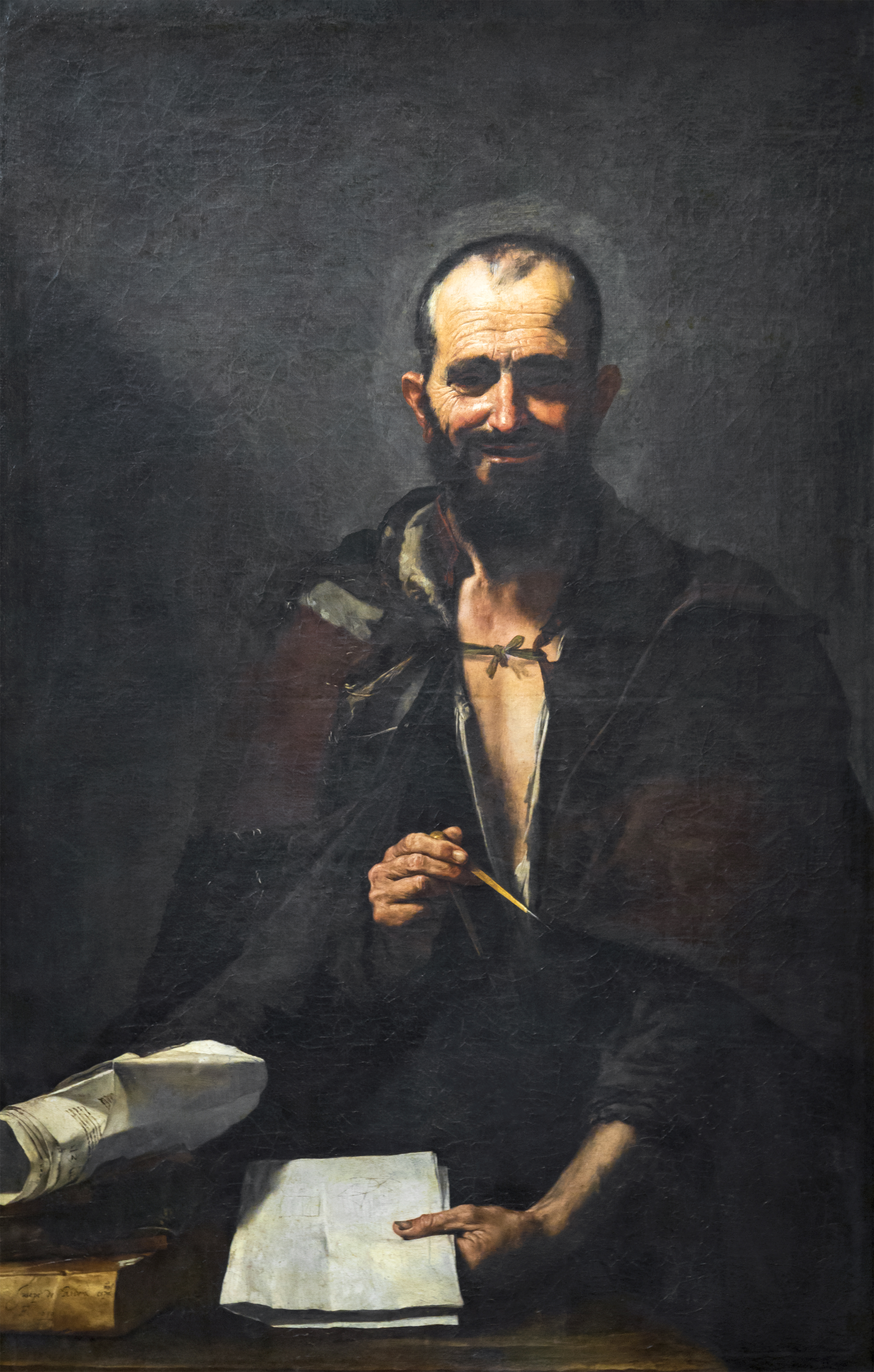
Arquimedes (1630), Museu do Prado.

A década de 1630 é a mais importante de Ribera, tanto por ter alcançado o apogeu da sua arte como pela conquista do êxito comercial. O pintor torna mais claros os tons da sua paleta sob a influência de Van Dyck e da pintura veneziana do século anterior, sem desvalorizar a qualidade do desenho e a fidelidade naturalista. Uma grande Imaculada, pintada para o Convento das Agustinas de Salamanca, é considerada uma das versões mais importantes desse tema no contexto da pintura europeia e acredita-se que Murillo se deixou inspirar por ela na concepção das suas populares versões posteriores.
Os seus temas pictóricos são predominantemente religiosos; o artista retrata de forma muito explícita e intensamente emocional cenas de martírio como "O martírio de São Bartolomeu" o "O martírio de São Filipe" (1639; Museu do Prado), assim como representações individuais de busto ou corpo inteiro dos apóstolos (Apostolados).
No entanto também realizou obras de carácter profano, como figuras de filósofos ("Arquimedes", 1630, Museo do Prado), temáticas mitológicas como o "Sileno" do Museo de Capodimonte em Nápoles de 1626 (é o seu primeiro quadro datado e assinado), representações alegóricas dos sentidos ("Alegoria do tacto" de 1632, Museu do Prado, conhecido como O escultor cego), e alguns retratos como A mulher barbada (Magdalena Ventura e seu marido) (1631, Fundación Casa Ducal de Medinaceli, Hospital Tavera Toledo).

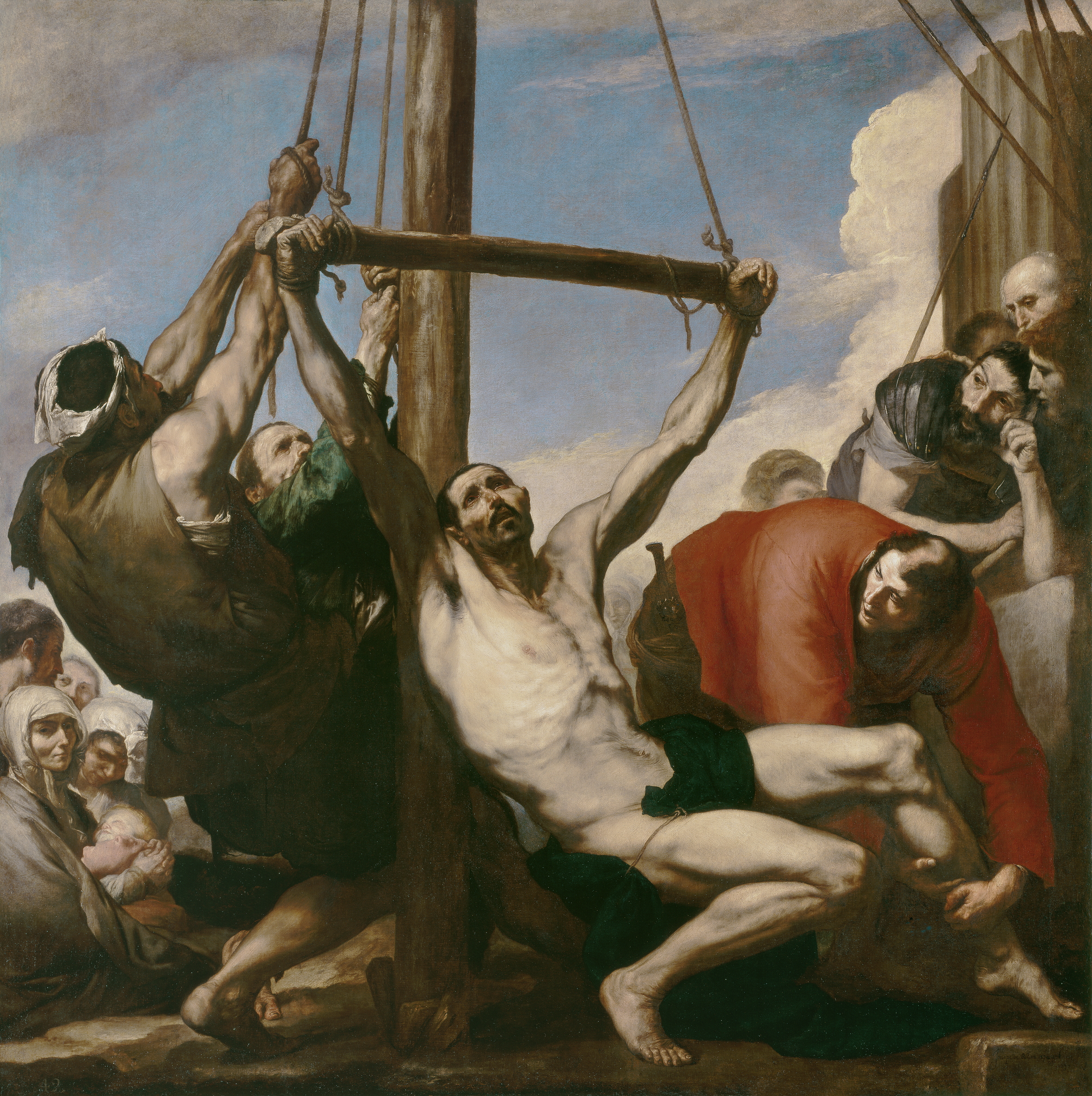
O martírio de São Filipe (1639) (Museo do Prado).

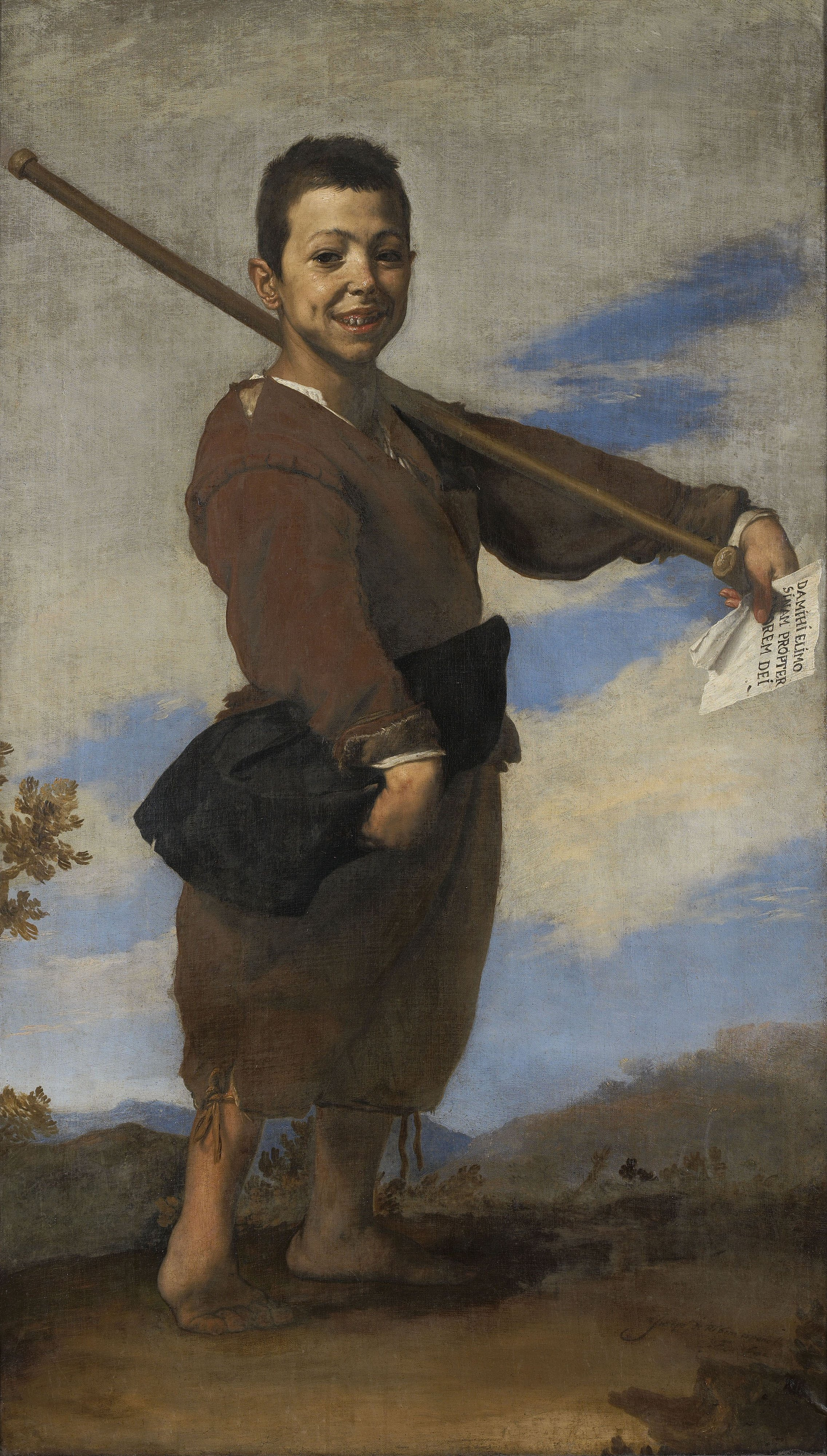
El pie varo, no Louvre

### Década de 1640 e anos finais
A década de 1640, com as interrupções devidas a enfermidades, talvez uma trombose (apesar da qual não suspendeu a atividade da sua oficina), incluiu uma série de obras de certo classicismo  compositivo, sem renunciar à energia de certos rostos individuais. Na sua última obra também experimenta de novo uma mutação estilística que recolocam em certa medida as composições tenebristas da sua primeira fase, o que pode ter sido motivado pelas desgraças e contratempos que o afligiram. Continuou porém a ser um artista prestigiado e comercialmente bem sucedido, tendo-se tornado seu discípulo Luca Giordano que colheu influências do seu estilo na sua ainda activa oficina.
A crise económica que sucedeu à revolta de Masaniello em Nápoles (1647) afectou a produção pictórica de Ribera, além de se ter visto envolvido num escândalo.
Para sufocar a revolta tinham acorrido a Nápoles as tropas espanholas sob o comando de D. João José de Áustria, filho natural de Filipe IV de Espanha. Ribera pintou um quadro que representava D. João José a cavalo, que se encontra actualmente no (Palácio Real de Madrid), que logo depois reproduziu numa gravura, o último trabalho por ele executado. Sucedeu-se o já referido escândalo que, segundo a tradição, nos conta que uma das filhas de Ribera, Margarita, foi seduzida por D. João José, numa relação fora de qualquer compromisso matrimonial. Acredita-se atualmente que a jovem seduzida não era de facto filha de Ribera e sim uma sua sobrinha. O facto, ocorrido após a revolta, e outras peripécias familiares fizeram, contudo, que Ribera – em más condições de saúde – tenha reduzido consideravelmente a sua atividade.
A oficina do mestre vê diminuído o número de oficiais nela ativos, por terem fugido de Nápoles com receio de represálias. Não obstante, Ribera conserva ainda energia bastante para assinar algumas obras primas no próprio ano do seu falecimento, encerrando ciclos produtivos por si largamente meditados.
São exemplos desse momento a "A Imaculada Conceição" (1650, Museu do Prado) e "São Jerónimo penitente" (1652, idem).